# Dovenskab
Dovenskab er det at være doven, det vil sige det at ikke ville anstrenge sig og arbejde, men være træt og doven. Dovenskab er et velkendt personlighedstræk, som er hyppigt omtalt blandt andet i gamle bibelske tekster.
Dovenskab, eller ladhed, er en af de syv dødssynder. Overdreven dovenskab og ladhed er en last, fordi den gør skade på een selv og ens omgivelser.
Dovenskab er en del af det mennesket, som virkelig ikke orker mere af hverdagen. En som fx ikke gider stå op af sin seng for at lave noget fysisk med sin krop.